# Герман I (герцог Швабії)
Герман I (нім. Hermann I.; 898/900 — 10 грудня 949) — герцог Швабії в 926—949 роках.

## Життєпис
Походив зі знатного франконського роду Конрадінів. Другий син Гебхарда, герцога Лотарингії та Іди. Народився між 898 та 900 роками. 910 року батько загинув у війні з угорцями. Перша письмова згадка про Германа відноситься до 914 року, коли він отримав графство у Верхньому Райнгау.
926 року після загибелі Бурхарда II, герцога Швабії, це володіння було передано Германові. Він також оженився на вдові свого попередника. Втім не мав підтримки серед швабської знаті. Тому змушений був опиратися на підтримку Генріха I, короля Німеччини, чого власне той й домагався, призначаючи Германа I герцогом. В результаті він втратив право керувати церквою в Швабії та вести самостійну зовнішню політику. Так змушений був передати керування абатством Санкт-Галлен королю, а володіння, якими тривалий час одноосібно користувалися швабські герцоги, єпископству Кур.
У 936 році після смерті Генріха I підтримав його сина Оттона I, якого було обрано королем Німеччини. Під час коронації Герман I був головним чашником. 938 року брав участь у придушенні заколоту Танкмара, зведеного брата нового короля. 939 року виступив проти свого стриєчного брата Ебергарда, герцога Швабії. Намагався не допустити проникнення того до Баварії. Невдовзі старший брат Германа I — Удо фон дер Веттерау — переміг заколотників. В результаті Герман I отримав частину власних володінь Ебергарда. Між 938 та 940 роками заснував абатство Св. Флорина в Кобленці. 939 року був графом в Лангау.
940 року стосунки з королівською родиною ще зблизилися, коли донька Германа I стала нареченою Людольфа, сина Оттона I. Шлюб відбувся 947 року.
У 944 та 946 роках брав участь у походах до Франції. За це отримав землі на лівому березі Рейну, поширивши вплив на Ельзас. 947 року призначено світським абатом монастиря в Ехтернасі. 948 року стає графом Ауельгау. Помер 949 року. Був похований у каплиці Еразма церкви монастиря Райхенау на острові Райхенау, що розташовувався на Боденському озері. Герцогство Швабське отримав його зять Людольф.

## Родина
Дружина — Регелінда, донька Ебергарда I, графа Цюріхгау.
Діти:
- Іда (930/932 — 986), дружина Людольфа, герцога Швабії.